# Caserne Prince Baudouin
 (août 2025).
Si vous disposez d'ouvrages ou d'articles de référence ou si vous connaissez des sites web de qualité traitant du thème abordé ici, merci de compléter l'article en donnant les références utiles à sa vérifiabilité et en les liant à la section « Notes et références ».
Pour les articles homonymes, voir Baudouin.
L'ancienne caserne Prince Baudouin est située sur la place Dailly, à Schaerbeek, commune de la Région Bruxelloise. Cet endroit est plus connu des Bruxellois sous le nom de caserne Dailly.
La caserne Prince Baudouin fut construite de 1888 à 1894 par l'architecte O. Geerling à l'emplacement de l'ancien Tir national. Elle porte le nom du neveu et successeur pressenti du roi Léopold II, décédé en 1891 à l'âge de 21 ans.
La caserne occupait l'ensemble de l'îlot formé par la place Dailly, l'avenue Félix Marchal, l'avenue Charbo et  l'avenue Léon Mahillon.
À l'origine ce fut le Régiment des Carabiniers qui occupait les lieux. La caserne servit d'hôpital militaire allemand (Kriegslazarett IV) durant la Première Guerre mondiale. L'armée belge a occupé les lieux jusqu'en 1976.
Le site des casernes abrite le théâtre de La Balsamine, qui existe en cet endroit depuis de nombreuses années.
Pendant une vingtaine d'années, les lieux furent laissés à l'abandon. Toute la partie arrière des casernes fut démolie, seul subsistait le bâtiment situé à front de la place Dailly.
Au début des années 90, un premier bâtiment fut reconstruit à l'arrière (avenue Mahillon) par les supermarchés Delhaize. Par la suite, plusieurs immeubles de logements et de commerces furent construits sur le site des anciennes casernes, qui vit également la naissance de deux nouvelles voiries, la rue Marcel Mariën et la rue Louis Scutenaire. Le théâtre de La Balsamine fut complètement restauré.
Un parc public d'agrément avec une plaine de jeux pour enfants a été créé à l'initiative de l'IBGE à l'arrière du bâtiment qui subsiste des casernes.
De nombreux projets ont été étudiés afin de trouver une destination au bâtiment subsistant, qui depuis le départ de l'armée, était occupé par différentes associations (collecte de vêtements, radio libre, association d'aide à la jeunesse...).
Ce n'est qu'à partir de 2005 que le bâtiment principal de la caserne situé à front de la place Dailly fut transformé complètement, tout en maintenant la façade complète de la caserne. Les deux ailes du bâtiment furent rehaussées, tout en respectant scrupuleusement l'architecture typique de l'immeuble.
Cette transformation a été conçue par le promoteur Alexandre Palacci. L'immeuble, rebaptisé Alexander's Plaza, abrite 80 % de logements (89 appartements de luxe) et 20 % de commerces et est une réalisation de la société de promotion immobilière bruxelloise Memco s.a.